# النا لیناری
النا لیناری (انگلیسی: Elena Linari؛ زادهٔ ۱۵ آوریل ۱۹۹۴) بازیکن فوتبال اهل ایتالیا است. او موفق به کسب سه عنوان قهرمانی، دو جام و دو ابر قهرمانی شده‌است.
از باشگاه‌هایی که در آن بازی کرده‌است می‌توان به باشگاه فوتبال زنان اتلتیکو مادرید اشاره کرد. وی از سال ۲۰۱۳ به عضویت تیم ملی فوتبال زنان ایتالیا درآمده است.
او در سال ۲۰۱۹ به عنوان یک لزبین آشکارسازی کرد.